# Sebastián Layseca
Sebastián Abraxas Layseca Rojas (Santiago de Chile, 12 de diciembre de 1974) es un actor y director de teatro chileno.

## Biografía
Hijo de Ilich Layseca Cañas y de María Isabel Rojas Vera. Tiene dos hermanas. Estudió en la Escuela D-191 República de Siria, el Liceo José Victorino Lastarria y el Colegio Santa María de La Reina. 
Cursó sus estudios de teatro en la Escuela de Teatro de la Universidad de Chile, donde sus maestros fueron Fernando González Mardones, Juan Radrigán, Alfredo Castro y Rodrigo Pérez Müffeler, entre otros.  
Su carrera teatral está vinculada al trabajo con directores como Ramón Griffero, Mauricio Pešutić, Mateo Iribarren, Luis Ureta, Fernando Rubio, etc. Ha escrito y dirigido sus propias obras como Herida o Yeguas. 
Es conocido también por su trabajo en Televisión destacando sus papeles de Tito Castro en EsCool, Tadeo en Conde Vrolok, Tomás Aldunate en Los Exitosos Pells de 2009 o Kike Martínez de 100 días para enamorarse. 
En cine ha participado con directores como Matías Bize, Alejandro Jodorowsky, Raúl Ruiz, Roberto Farías y León Errázuriz, entre otros. 
Ha incursionado también en la realización de videoclips, escribiendo y dirigiendo Laberinto, de la banda nacional Mantiz Band y protagonizada por César Caillet y Selena.

## Vida personal
Sebastián Layseca contrajo matrimonio en 2004 con la actriz Carmen Bresky, con quien tuvo dos hijos; se separó de la actriz en 2023.

## Filmografía
| Año  | Película                    | Rol         | Director             |
| ---- | --------------------------- | ----------- | -------------------- |
| 2003 | Sábado                      | Sebastián   | Matías Bize          |
| 2003 | Buscando a la señorita Hyde | Angelito    | Pepe Maldonado       |
| 2003 | El nominado                 | Miguel      | Ignacio Argiro       |
| 2004 | Mala leche                  | Cuico       | León Errázuriz       |
| 2004 | Gente decente               | Matón       | Edgardo Viereck      |
| 2005 | Juegos de verano            | Pablo       | Matías Bize          |
| 2007 | La recta provincia          | Juan Último | Raúl Ruiz            |
| 2007 | Che Kopete, la película     |             | León Errázuriz       |
| 2008 | Secretos                    | Joel        | Valeria Sarmiento    |
| 2010 | La vida de los peces        | Ignacio     | Matías Bize          |
| 2010 | Humanimal                   | Fox         | Francesc Morales     |
| 2013 | Videoclub                   | Mario       | Pablo Illanes        |
| 2013 | Bareta                      |             | Roberto Farías       |
| 2014 | La danza de la realidad     | vocero Nazi | Alejandro Jodorowsky |
| 2015 | El vuelo del Maturana       |             | Elías Llanos         |
| 2018 | Perkin                      | Muñeca      | Roberto Farías       |
| 2018 | American Huaso              |             | José Palma           |

## Televisión
| Año       | Título                   | Papel             | Notas                       |
| --------- | ------------------------ | ----------------- | --------------------------- |
| 2004      | Hippie                   | Alejandro Manzano |                             |
| 2007      | Papi Ricky               | Vasco Barros      | ¿? episodios                |
| 2009      | Los Exitosos Pells       | Tomás Aldunate    |                             |
| 2009–2010 | Conde Vrolok             | Tadeo             |                             |
| 2010      | Martín Rivas             | Mariano Lobos     | 3 episodios                 |
| 2011      | Su Nombre es Joaquín     | Tomás Alamparte   |                             |
| 2012      | Separados                | Ignacio Mathews   | 34 episodios                |
| 2013      | Soltera otra vez 2       | Danilo Jara       | 9 episodios                 |
| 2014      | Las Dos Carolinas        | Jonathan Salazar  |                             |
| 2017      | Tranquilo papá           | Fabio Cantillana  | 11 episodios                |
| 2017–2018 | Dime quién fue           | Julián Villalobos |                             |
| 2019–2021 | 100 días para enamorarse | Kike Martínez     | Protagonista; 152 episodios |
| 2023–2024 | Como la vida misma       | René García       |                             |

| Año       | Título                               | Papel                   | Notas                                         |
| --------- | ------------------------------------ | ----------------------- | --------------------------------------------- |
| 2001      | Enigma                               | Manuel Catalán          | 1 episodio                                    |
| 2004      | De Neftalí a Pablo                   | Alberto                 | Reparto                                       |
| 2004      | Xfea2                                | Pablo                   | Reparto                                       |
| 2004-2006 | La vida es una lotería               | Miguel                  | 2 episodios                                   |
| 2005      | Urgencias                            | Víctor                  |                                               |
| 2005      | Es cool                              | Tito Castro             | Reparto                                       |
| 2005      | Mitú                                 | Américo Román / Viviana | Reparto                                       |
| 2006      | Casado con hijos                     | Vicente Yáñez           | 1 episodio                                    |
| 2006      | Huaquimán y Tolosa                   | Brayatan                | 3 episodios                                   |
| 2007      | Héroes                               | José María Benavente    | Episodio: Carrera, el príncipe de los caminos |
| 2007      | Mi primera vez                       | Felipe                  | Episodio: Las dudas de Yoselin                |
| 2007      | Cárcel de mujeres                    | Jano Soto               | Reparto                                       |
| 2008      | Camera Café                          | Julián Matamala         | Reparto                                       |
| 2008      | Paz                                  | Jorge Jiménez           | Episodio: Primavera en el sur                 |
| 2008      | Aída                                 | El Chema                | Reparto                                       |
| 2011      | Ala Chilena                          | Yeraldo Astrosa         | Papel principal                               |
| 2012      | Infieles                             | Exequiel                | Episodio: Las hermanas Soto                   |
| 2012      | El diario secreto de una profesional | Bruno Febres            | 5 episodios                                   |
| 2017      | 12 días que estremecieron Chile      | Vampiro                 | Episodio: Informe Valech                      |
| 2022      | La jauría                            | Coke                    |                                               |
| 2022      | Paola y Miguelito 2                  | Bobby                   | 20 episodios                                  |

### Programas de televisión
- La gran sorpresa (TVN, 2002) - Varios personajes.
- Dónde la viste (TVN, 2011) - Coanimador.
- Desafío emprendedor (Mega, 2022) -Coanimador

## Vídeos musicales
| Año  | Título                 | Artista       | Dirección      |
| ---- | ---------------------- | ------------- | -------------- |
| 2013 | Los Muertos Celebrando | Matías Oviedo | Felipe Hurtado |
| 2018 | Súper Estrella         | Mantiz Band   | Mantiz Band    |
| 2024 | Signo Eres?            | María Colores | Álvaro Rojas   |